# یاسر مرتجی
یاسر مرتجی (عربی: ياسر مرتجى؛ ۱۹۸۷ – ۶ آوریل ۲۰۱۸) روزنامه‌نگار و عکاس اهل فلسطین بود. وی در فروردین ۱۳۹۷ و در جریان درگیری‌ها در مرز غزه هدف تیراندازی سربازان اسرائیلی قرار گرفت و در بیمارستان درگذشت.
مرتجی که خبرنگار آژانس خبری عین مدیا در غزه بود و در حالی مورد اصابت گلوله قرار گرفت که جلیقه مخصوص خبرنگاران را بر تن داشت.
سازمان گزارشگران بدون مرز در گزارشی ارتش اسرائیل را متهم کرد که هدفمندانه یاسر مرتجی را مورد هدف قرار داده‌است.